# Idriss Saadi
Idriss Saadi (ur. 8 lutego 1992 roku w Valence) – algierski piłkarz pochodzenia francuskiego, grający na pozycji środkowego napastnika. Występuje obecnie w barwach klubu RC Strasbourg.

## Kariera juniorska
Idriss Saadi swoją przygodę z piłką nożną zaczął w roku 2000, kiedy to został zawodnikiem FC Chabeuillois. Występował tam przez 4 lata. W lipcu 2004 roku Algierczyk przeniósł się do ASOA Valence. Po ok. 11 miesiącach gry, Saadi zmienił klub na AS Valence. W lipcu 2006 roku Algierczyk trafił do młodzieżowych drużyn AS Saint-Étienne. 3 lata później Saadiego przeniesiono do drużyny B AS Saint-Étienne.

## Kariera seniorska
Idriss Saadi w seniorskiej drużynie Saint-Étienne zagrał w 25 spotkaniach nie strzelając żadnej bramki. Był z tego klubu dwukrotnie wypożyczany: do Stade Reims na pół roku(10 występów, 1 gol) i do GFC Ajaccio na cały sezon 2012/2013 (32 spotkania, 7 bramek). W 2014 roku Saadi został definitywnie kupiony przez Clermont Foot. W trykocie tego klubu wybiegał na murawę 42 razy, zdobywając przy tym 20 goli. Doskonała gra Algierczyka poskutkowała jego transferem do Cardiff City. Dla „The Bluebirds” Saadi nie grał prawie wcale, w związku z czym został on wypożyczony do belgijskiego KV Kortrijk. Tam Idriss zaliczył dobry sezon - w 39 spotkaniach Algierczyk pakował piłkę do siatki 16 razy. 21 lipca 2017 roku klub RC Strasbourg kupił Idrissa Saadiego za 1,5mln € z Cardiff. Ostatecznie dla „The Bluebirds” Algierczyk zagrał w 2 spotkaniach, nie strzelając żadnej bramki. Na sezon 2019/2020 Saadiego wypożyczono do Cercle Brugge. Zagrał tam w 17 spotkaniach i zdobył 3 bramki. Dotychczas dla RC Strasbourg Idriss Saadi strzelił 5 bramek w 36 spotkaniach.

## Kariera reprezentacyjna
Saadi swoją karierę reprezentacyjną rozpoczynał od młodzieżowych drużyn Francji: Reprezentacji Francji U16 (4 spotkania, 1 gol), Reprezentacja Francji U17 (5 spotkań, 3 gole), Reprezentacji Francji U18 (1 spotkanie, bez bramek) i Reprezentacja Francji U19 (3 spotkania, 1 gol). 6 czerwca 2017 roku Idriss Saadi zadebiutował w Reprezentacji Algierii. Był to mecz z Gwineą. Zagrał tam przez 10 minut. Drugi, i jak dotychczas ostatni, występ w kadrze narodowej Saadi zaliczył w meczu z Zambią - zagrał 9 minut.